# Université d'Al-Minya
 (juin 2018).
Si vous disposez d'ouvrages ou d'articles de référence ou si vous connaissez des sites web de qualité traitant du thème abordé ici, merci de compléter l'article en donnant les références utiles à sa vérifiabilité et en les liant à la section « Notes et références ».
L'université d'Al-Minya (en arabe : جامعة المنيـا ; en anglais : Minia University) est une université publique située à Al-Minya, en Égypte.
Elle est classée par le U.S. News & World Report au 48e rang du classement régional 2016 des universités arabes.